# Барамия, Михаил Иванович
Михаил Иванович Барамия (груз. მიხეილ ივანეს ძე ბარამია; 1905, с. Лесичине, Зугдидский уезд, Кутаисская губерния, Российская империя — 1959, Грузинская ССР, СССР) — советский государственный и партийный деятель, депутат Верховного Совета СССР 1-3-го созывов (в 1941—1951 годах).

## Биография
- В 1923 году вступил в комсомол. В 1925 году окончил школу в городе Сенаки Грузинской ССР. Находился на комсомольской работе.
- В 1925 — сентябрь 1926 года — ответственный секретарь Сенакского уездного комитета общества «Авиахим» Грузинской ССР.
- В сентябре 1926 — июне 1927 годов — слушатель кооперативных курсов при Закавказском коммунистическом университете имени 26 бакинских комиссаров в городе Тифлисе.
- В июне 1927 — октября 1931 года — инструктор, заведующий отделом культуры и пропаганды, заведующий организационным отделом Сенакского уездного комитета КП (б) Грузии.
- Член ВКП (б) с июля 1928 года.
- В октябре 1931 — апреле 1932 года — заведующий культурно-массового отдела Совета профессиональных союзов Грузинской ССР в городе Тифлисе.
- В апреле 1932 — феврале 1933 года — заведующий организационным отделом Хобский районного комитета КП (б) Грузии.
- В феврале — октябре 1933 года — заведующий сектором чайных районов ЦК КП (б) Грузии, инструктор ЦК КП (б) Грузии.
- В октябре 1933 — ноябре 1937 года — секретарь Цаленджихского районного комитета КП(б) Грузии.
- В ноябре 1937 — ноябре 1938 года — первый секретарь Орджоникидзевского районного комитета КП(б) Грузии города Тбилиси
- В ноябре 1938 — марте 1940 года — первый секретарь Аджарского областного и Батумского городского комитетов КП(б) Грузии.
- В марте 1940 — 20 февраля 1943 года — первый секретарь Абхазского областного и Сухумского городского комитетов КП(б) Грузии.
- С 10 февраля 1943 — по 9 июля 1947 года — 2-й секретарь ЦК КП(б) Грузии, одновременно до 1951 член Бюро ЦК КП(б) Грузии.
- С 9 июля 1947 — по 17 апреля 1948 — секретарь ЦК КП (б) Грузии по сельскому хозяйству и заготовкам.
- В 1948 году окончил заочно Высшую партийную школу при ЦК ВКП (б). В 1955 защитил диссертацию на соискание учёной степени кандидата исторических наук. Тема диссертации: «Участие грузинского народа в борьбе за оборону Кавказа»[1][2].
- С 17 апреля 1948 — по ноябрь 1951 — 2-й секретарь ЦК КП (б) Грузии.
- В ноябре 1951 года арестован по «мингрельскому делу», 8 декабря 1951 исключен из ВКП (б), 8 апреля 1953 — освобожден.
- С 5 апреля — по сентябрь 1953 — министр сельского хозяйства и заготовок Грузинской ССР.
- С 14 апреля 1953 по 20 сентября 1953 — член Бюро ЦК КП(б) Грузии.
- С ноября 1953 года — директор Напареульского виноградного совхоза объединения «Самтрест» села Напареули Телавского района Грузинской ССР.

Умер в июле 1959 года.

## Награды
- два Ордена Ленина
- Орден Трудового Красного Знамени
- Орден Отечественной войны 1-й ст.
- Медали